# مصرف إل جي تي
مصرف إل جي تي (بالإنجليزية: Liechtenstein Global Trust) هو أكبر مصرف خاص وإدارة أصول، تابع لبيت أمراء ليختنشتاين من خلال مؤسسة أمير ليختنشتاين ويرأسها أمير ليختنشتاين هانز آدم الثاني، والرئيس التنفيذي الأمير ماكسيميليان ابن هانز آدم الثاني.

## التنظيم
يقع المقر الرئيسي في فادوتس، ليختنشتاين، إضافةً إلى التواجد بشكل رئيسي في زيورخ، سويسرا، وبها 3405 موظفًا في أكثر من 20 مكتبًا حول العالم. 
يعمل مصرف LGT في:
- الخدمات المصرفية الخاصة مثل خدمات إدارة الثروات لعملاء القطاع الخاص.
- إدارة الأصول حيث يبلغ رأس ماله المستثمِر حوالي 60 مليار دولار في صناديق الاستثمار والمحافظ الوقائية واستثمارات الأسهم الخاصة.
- الأعمال الخيرية، حيث يستثمر في الشركات الاجتماعية مثل M-kopa من خلال مؤسسة LGT Venture Philanthropy Foundation،[4] وLGT Impact.[5]

في عام 2009، استحوذ المصرف على العمليات السويسرية لبنك دريسدنر من البنك التجاري الألماني.
في عام 2015، استحوذ المصرف على أكثر من 12 مليار دولار من أصول HSBC Private 
في عام 2017، استحوذ المصرف على ايه بي أن امرو بأصول 20 مليار دولار. مما يعني أن المصرف أصبح لديه المزيد من الأصول قيد الإدارة في آسيا مقارنة بأوروبا.

## التاريخ
تأسس المصرف أثناء التحول الاقتصادي الذي شهدته أوروبا، حيث كانت ليختنشتاين تشتخدم العملة النمساوية، ولكن بعد انهيار الإمبراطورية النمساوية المجرية، فقدت الكثير من قيمتها، وأدخل الفرنك السويسري في عام 1919، وأصبح العملة الرسمية في ليختنشتاين عام 1924 (مما أدي إلى التخلي عن إصدار عملة وطنية).  
تأسس مصرف ليختنشتاين Aktiengesellschaft (أعيدت تسميته إلى مصرف إل جي تي في عام 1996) في عام 1920، خلال مرحلة إعادة التوجيه الاقتصادي، بهدف جمع رؤوس الأموال بالفرنك السويسري.  
وقد حصل مصرف Anglo-Austrian على ترخيص لتشغيل هيكل المصرف الجديد، وأصبح المساهم الأكبر فيه. وشغل الكونت كارل تراوتمانسدورف منصب أول رئيس لمجلس الإدارة. ومكّن بنك ليختنشتاين الدولي الشركات والبنوك في ليختنشتاين من توحيد شركاتها القابضة في الخارج خاصةً بعد انهيار الإمبراطورية النمساوية المجرية، مما أدي إلى توجيه قطاع البنوك في ليختنشتاين إلى إدارة الأصول القابضة الخارجية.  
في مايو 1921، بدأ المصرف العمل بعشرة موظفين في مكاتب بالطابق الأرضي داخل المبنى الحكومي الرئيسي.  
خلال الأزمة الاقتصادية العالمية في ثلاثينيات القرن العشرين، استحوذت الأسرة الأميرية في ليختنشتاين على حصة مسيطرة في المصرف. نجا المصرف من الحرب العالمية الثانية بفضل "ممارساته التجارية الحكيمة".
حتى ستينيات القرن العشرين، ركز المصرف على دعم وتوفير التمويل اللازم لتوسيع الاقتصاد وقطاع الأعمال في ليختنشتاين. وقد نجح المصرف في تحقيق ذلك من خلال توفير الخدمات المالية والقروض.
لكن مع الوقت أصبحت الفرص التجارية المتاحة له في الاقتصاد المحلي ضيقة للغاية، مما دفعه إلى تنمية عملياتها لتصبح مصرفًا تجاريًا دوليًا. بعد ذلك، بدأ المصرف التوسع في قطاعات مختلفة من الصناعة المصرفية، مع التركيز على الأنشطة المتعلقة بالرهن العقاري وأسواق الأسهم والصرف الأجنبي.

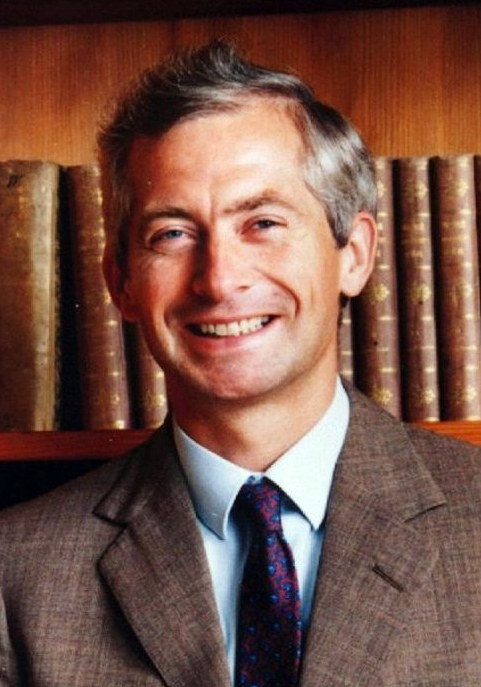
وسع هانز آدم الثاني، أمير ليختنشتاين (مواليد عام 1945)، المصرف حتى توليه العرش في عام 1989، وحافظ عليه منذ ذلك الحين.

## التصنيف
التقييم : إس آند بي غلوبال / موديز (2017)
A+ / Aa2

## المواقع

### أوروبا
- النمسا: فيينا، زالتسبورغ
- فرنسا: باريس
- ألمانيا: فرانكفورت
- أيرلندا: دبلن
- ليختنشتاين: فادوتس
- سويسرا: بازل، برن، دافوس، جنيف، لوغانو، زيورخ
- المملكة المتحدة: برستل، لندن
- جيرزي: سانت هيلير

### مواقع أخرى
- أستراليا: سيدني
- البحرين: المنامة
- الصين: بكين، هونغ كونغ
- اليابان: طوكيو
- سنغافورة
- تايلاند: بانكوك
- الإمارات العربية المتحدة: دبي
- الولايات المتحدة: نيويورك